# حداش حداش (مسلسل)
حداش حداش هو مسلسل تلفزيوني درامي جزائري عُرض لأول مرة في رمضان 1444 هـ (2023) على شاشة الشروق تي في.

## قصة مسلسل
في ليلة مشؤومة، تهتز حياة مجموعة من الأصدقاء على وقع جريمة غامضة، تُلقي بظلال الشك على الجميع. تبدأ رحلة البحث عن الحقيقة، لكن مع مرور الوقت، تتعقد الأمور أكثر، ويصبح من الصعب تحديد هوية القاتل. هل الجاني أحدهم، أم أن القصة تتجاوز توقعاتهم؟
بينما يحاول الأصدقاء كشف ملابسات الجريمة، يجدون أنفسهم عالقين في لُعبة مرعبة، تُجبرهم على العيش في خوف دائم. قوانين مجهولة تتحكم في مصيرهم، وقاتل خفي يُطاردهم واحدًا تلو الآخر. منظم هذه اللعبة لا يبحث عن التسلية، بل عن الانتقام، وهدفه تصفية الحسابات مع كل من أساء إليه.
مع تصاعد الأحداث، يتلاشى الخط الفاصل بين الصديق والعدو، ويصبح النجاة هو التحدي الأكبر. فهل سيتمكنون من كشف القاتل وإيقاف اللعبة قبل فوات الأوان؟ أم أنهم مجرد بيادق في مخطط أكبر من قدرتهم على استيعابه.

## الممثلون
البطولة
- يوسف سحيري
- مليكة بلباي

- عزيز بوكروني
- محمد فريمهدي
- اكرم جغيم
- أميرة هيلدا دواودة
- هيفاء رحيم
- زربيع حليم
- زكرياء كراوت
- مزيان أنيش

وعدة نجوم وممثلين جزائريين

## روابط خارجية
- حداش حداش على موقع IMDb (الإنجليزية)
- حداش حداش على موقع قاعدة بيانات الأفلام العربية
- حلقات المسلسل (الموسم 1)
- حلقات المسلسل (الموسم 2)